# Главная площадь (Братислава)
Главная площадь (словац. Hlavné námestie) — центральная площадь в Старом городе Братиславы, одна из наиболее известных братиславских площадей.
Расположена в центре города рядом с Францисканской площадью, между улицами Sedlarskа (Седларская/Шорная) и Radničná (Ратушная).

## История
Некогда на месте нынешней Главной площади находился рынок.
Предыдущие документально зафиксированные названия: 1370 г. — Рыночная площадь (Markt una Platz), 1373 г. — Форум (Forum), 1404 г. (или 1406 г.) — Маркхт (Markcht), 1434 г. (или 1436 г.) — Ринг (Ring), 1668 г. — Гражданский форум (Форум цивитатис, Forum civitatis), 1850 г. — Площадь Франца-Иосифа (Franz Josef-Platz), 1879 г. — Главная площадь или Главная ратушная площадь (Hauptplatz или Haupt-Rathaus-Platz, Fő tér), 1914 г. — Площадь Франца-Иосифа (Ferenc József tér), Площадь Масарика (Masaryk-Platz, во времена Первой Чехословацкой республики), с 1939 по 1945 год (Первая Словацкая республика) называлась Площадью Гитлера. Во времена социализма (1948—1989) носила название Площадь 4 апреля (4 апреля 1945 года — день освобождения Братиславы войсками Советской армии).
Нынешнее название у площади появилось после Бархатной революции конца 1989 года.

## Значимые объекты
Главная площадь исключительно богата историческими и культурными памятниками, на ней находится несколько дворцов. Наиболее знаменитым объектом площади является историческое здание Старой ратуши, на площади также расположены посольства Японии, Греции и Франции.
На площади располагаются исторический Дворец венгерского вексельно-обменного банка, Дворец Роланда, Дворец Палудяя, дворец Аппоньи, являющийся частью Старой ратуши, Губернаторский дворец и Дворец Кучерфельда (дворец Эстерхази), фонтан Роланда (фонтан Максимилиана). На площади находится Кафе Майер.

## Современность
На Главной площади ежегодно с конца XX века проводятся концерты по случаю празднования Нового года и другие культурные мероприятия, Рождественские, Пасхальные и прочие базары-ярмарки.

## Галерея

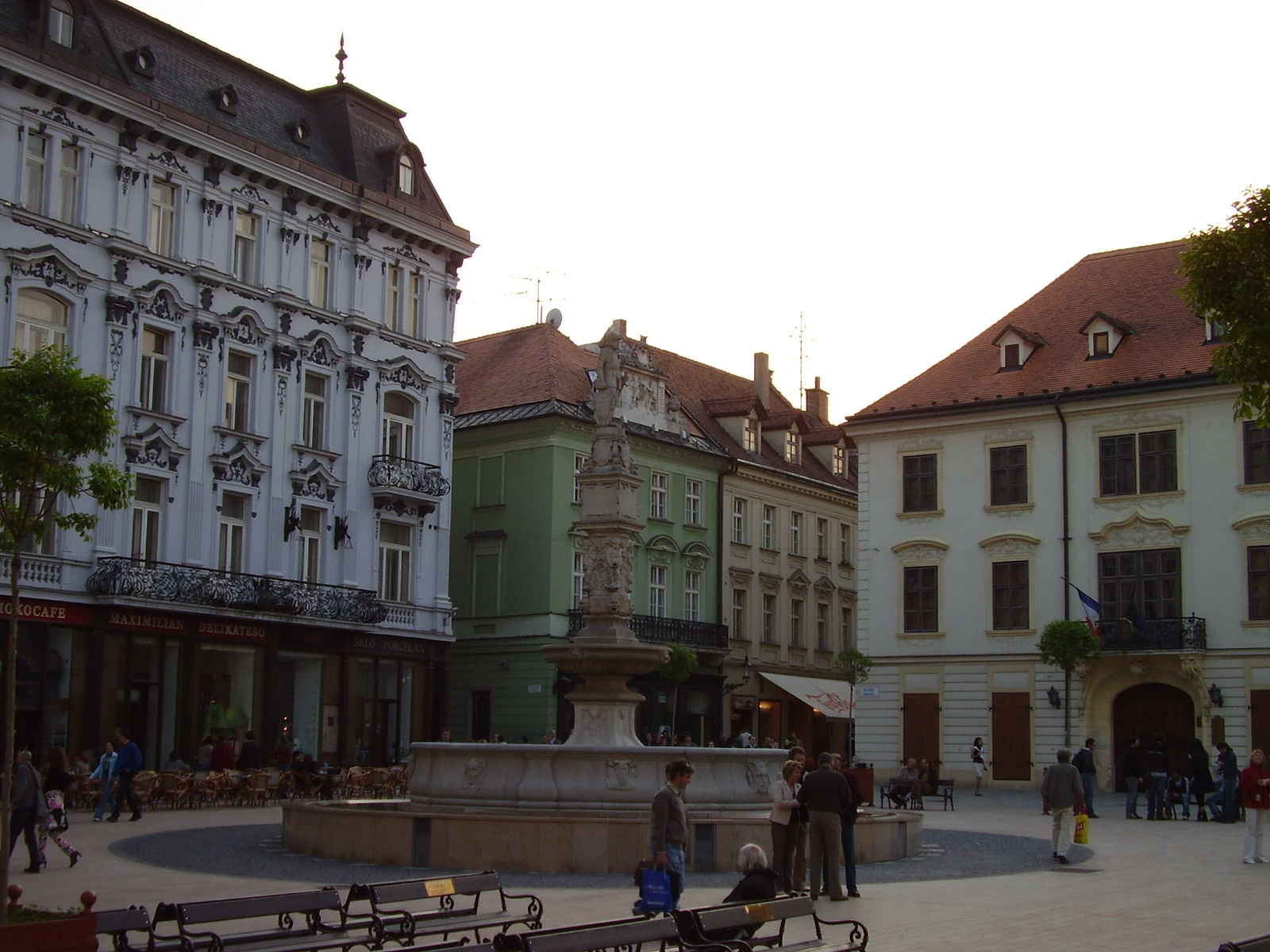
Rolandova fontána na námestí
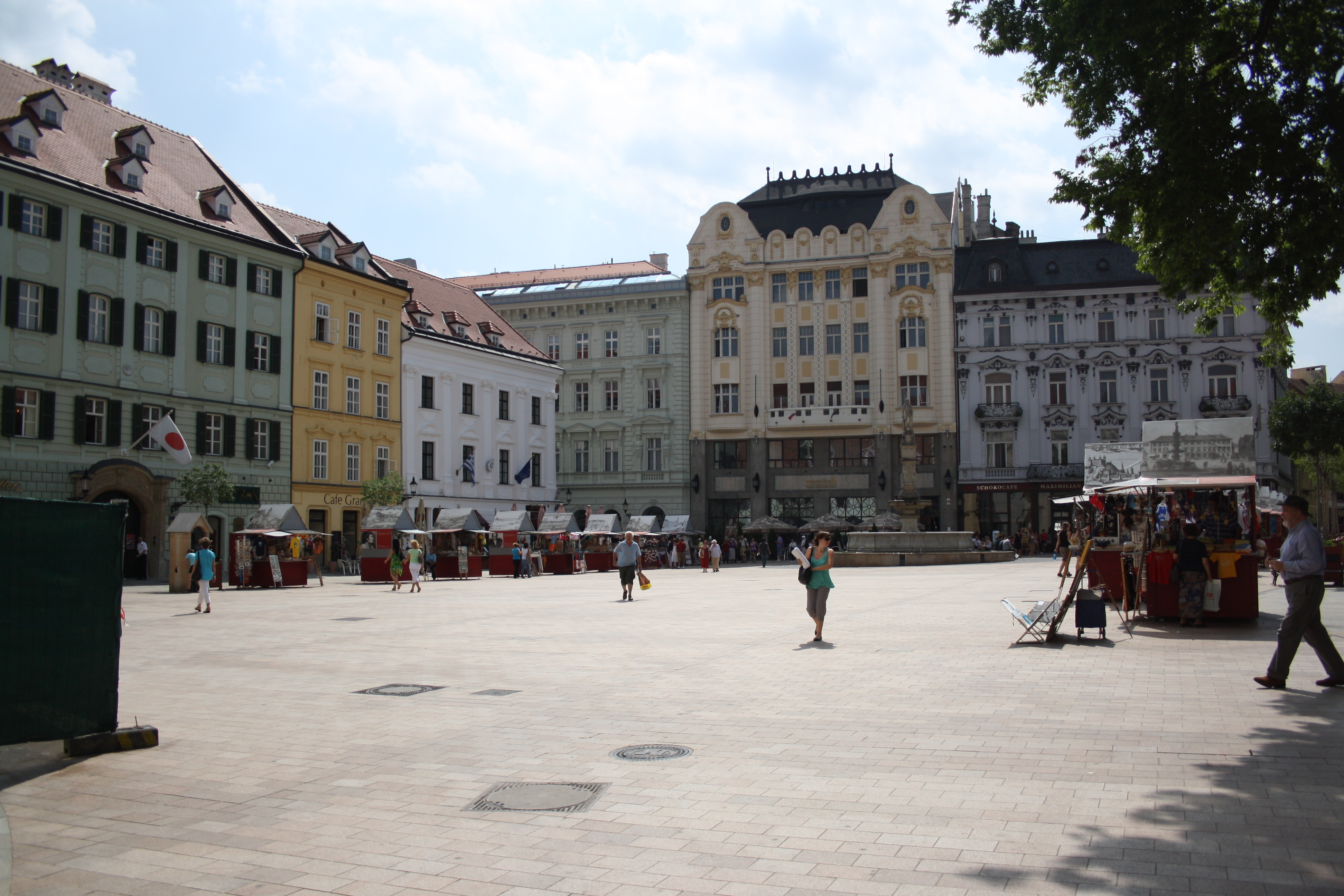
Hlavné námestie počas dňa
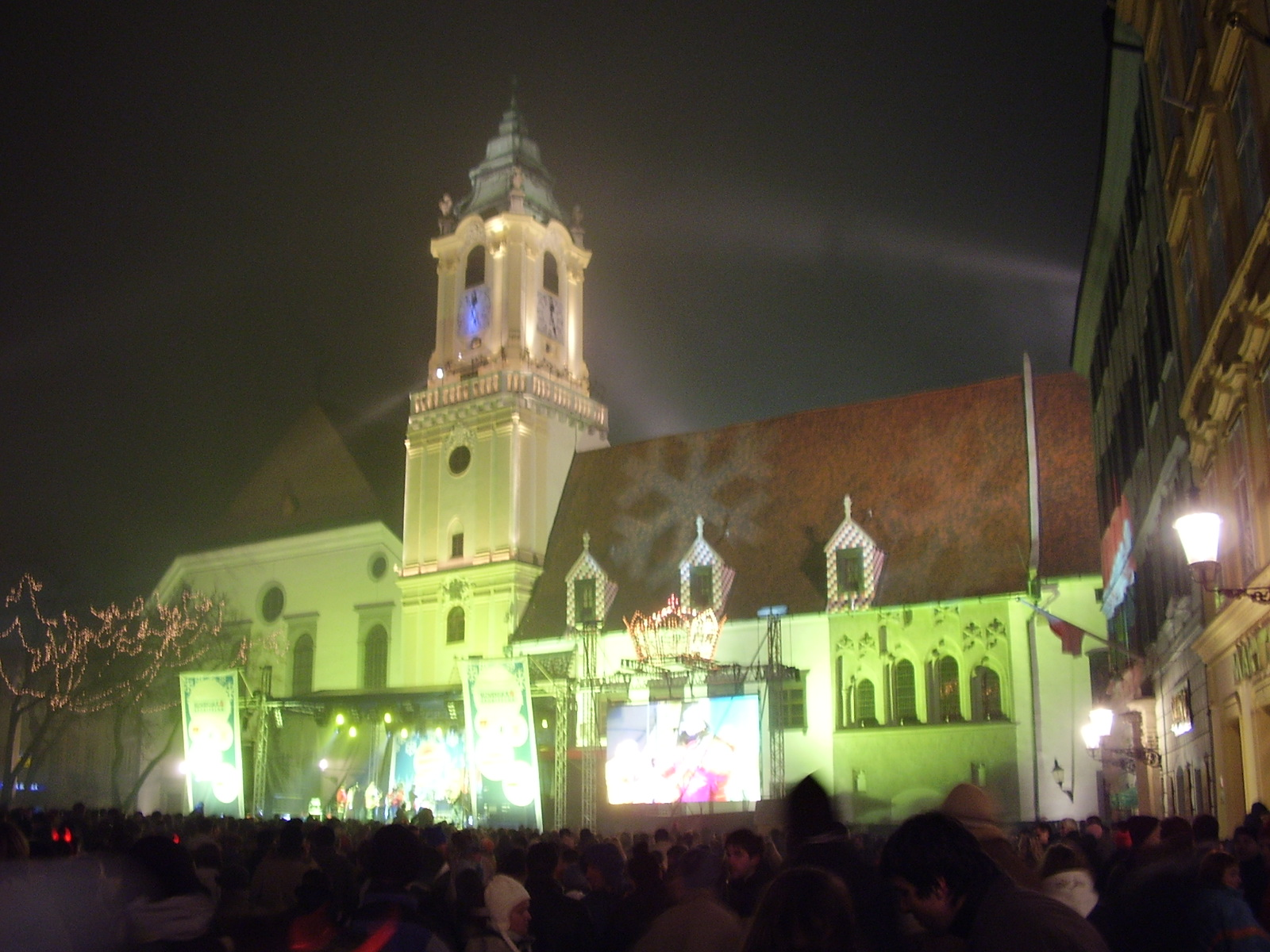
Hlavné námestie na Silvestra 2006
Hlavné námestie - panoráma
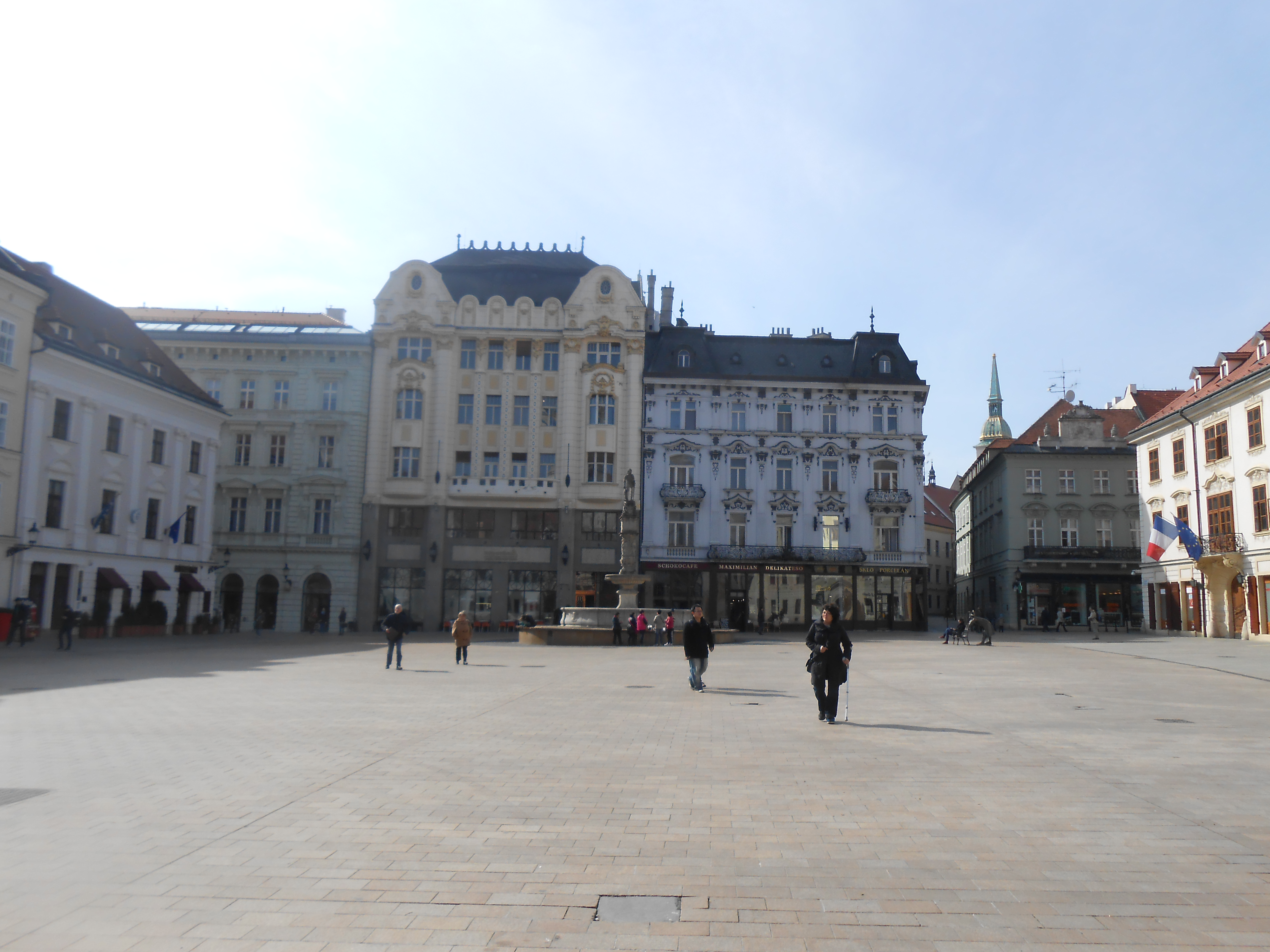
Hlavné námestie v Bratislave počas dňa
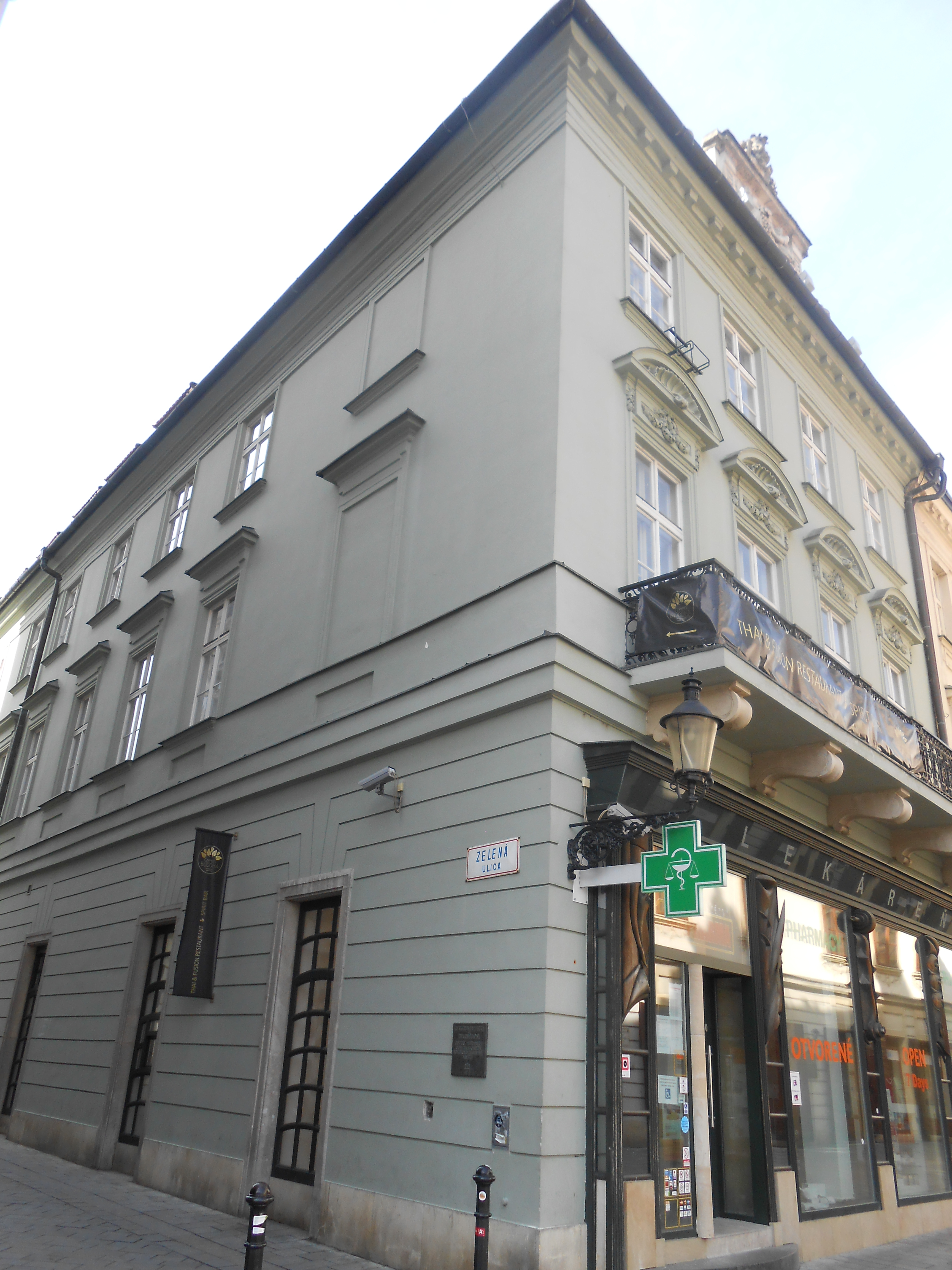
"Zelený dom" na Hlavnom námestí v Bratislave
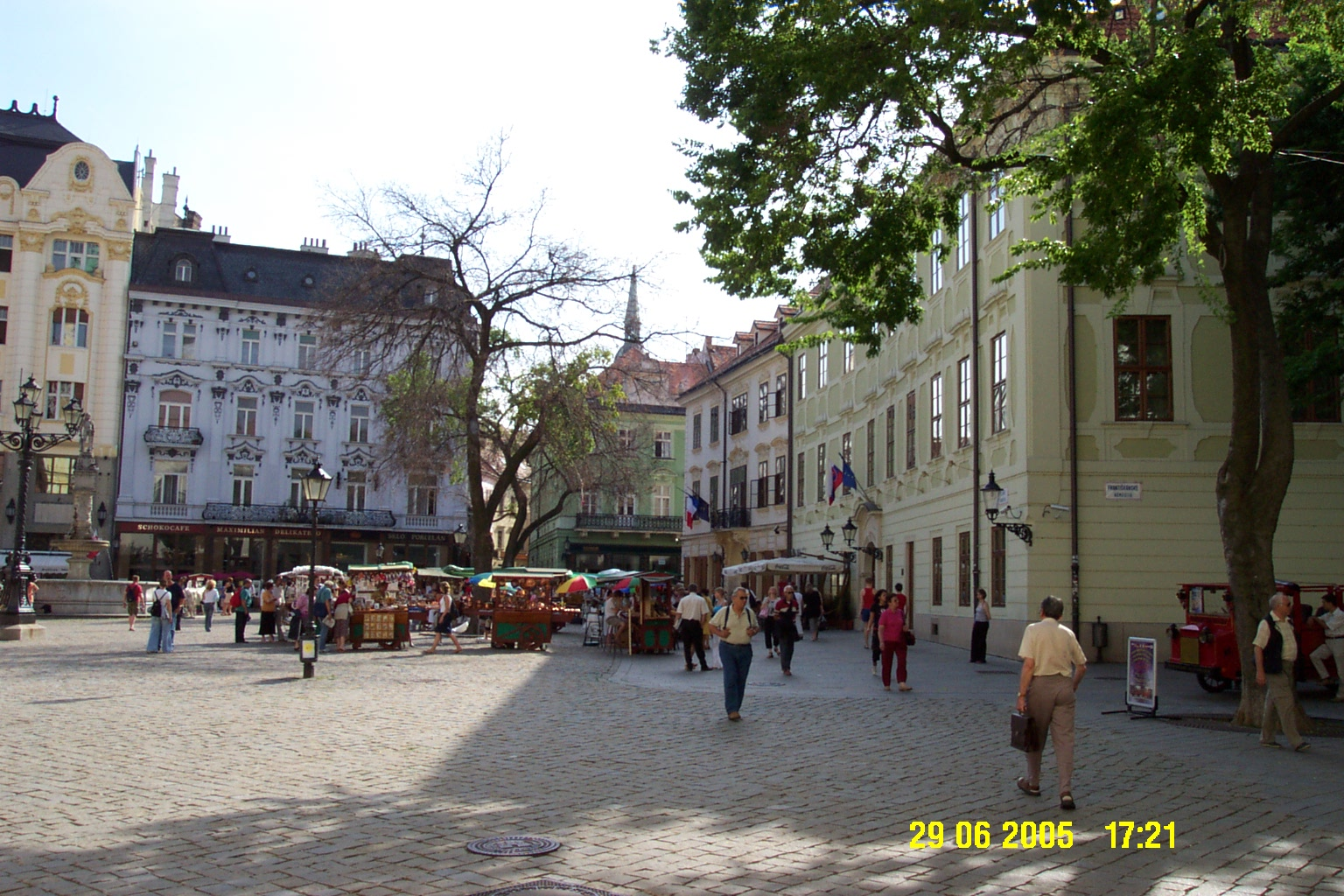
Okolie